# Single Minute Exchange of Die
Single Minute Exchange of Die  ou SMED ou em tradução aproximada "troca rápida de ferramentas" é uma ferramenta elaborada inicialmente por Taiichi Ohno e, mais tarde, consolidada por Shigeo Shingo. É empregado na indústria para reduzir o tempo do processo de setup (preparação de máquinas, equipamentos e linhas de produção). Isto é conseguido através da otimização do processo de reconfiguração das ferramentas e dispositivos de fixação de materiais.
Shigeo Shingo desenvolveu o conceito realizando consultorias para diversas montadoras de automóveis japonesas que queriam eliminar os gargalos das linhas de prensas. Observou que os gargalos eram causados por longos e demorados processos de mudança das prensas que impactavam no tamanho dos lotes produzidos.
O tempo setup num posto de trabalho, não traduz uma operação de valor acrescentado para o produto.
A redução do Single Minute Exchange of Die, produz efeitos imediatos e diretos no aumento do tempo disponível para a produção e na redução do tempo efetivo do ciclo produtivo. Assim sendo, analisa-se um incremento visível na produtividade e ainda uma adaptação nas proporções de produção às flutuações da procura, numa óptica de JIT (Just In Time).
Alguns dos principais problemas observados por Shigeo Shingo, prendiam-se nos tempos denominados de NAV  (atividades que não agregam valor a produção) eram elevadas e que o principal motivo era a frequente necessidade de mudança das ferramentas da prensa sempre que se terminava um lote e era necessário começar um novo. Ao analisar o trabalho diária dos operadores, Shigeo shingo identificou que as operações centravam-se essencialmente em duas categorias:
- Internas – montagem e desmontagem que só eram possíveis com a máquina parada;
- Externa – transporte entre a área de armazenagem das peças e a máquina, podendo este ser efetuado com a máquina em funcionamento.

Assim sendo, o primeiro passo do SMED, foi referenciado como sendo a definição de processos detalhados, que permitisse que todos os elementos necessários para executar eficaz e eficientemente a mudança de peças na máquina estivessem junto desta no exato momento de conclusão do primeiro lote.
Um segundo passo, centrou-se na análise e readaptação das operações internas em operações externas e uma redefinição das tarefas a serem efetuadas com a máquina parada.
A sequência do procedimento base de mudança de ferramentas:
1. Preparação, ajustamento, verificação de matérias-primas, ferramentas, etc. Ou seja, garantir que todos os materiais, sejam matéria-prima, sejam ferramentas associadas à laboração normal e eficiente da máquina, estejam junto desta.
2. Montar e desmontar as ferramentas, desmontar a ferramenta anterior e montar a nova necessária ao processo seguinte.
3. Medições, ajustes e calibrações.
4. Realização de provas de produção, realizar peças teste, consoante os resultados efetuar todos os ajustamentos necessários.